# Agapia
Agapia – wieś w Rumunii, w okręgu Neamț, w gminie Agapia. W 2011 roku liczyła 1594 mieszkańców.